# Carlos Gutiérrez Vidalón
Carlos Teobaldo Gutiérrez Vidalón (Ayacucho, 24 de septiembre de 1944 - São Carlos, 3 de diciembre de 2008) fue un matemático brasileño nacido en el Perú. Tuvo varias contribuciones en el área de los sitemas dinámicos que trabajó en el IMPA hasta 1999 cuando se trasladó al ICMC-USP en São Carlos, donde se convirtió en profesor titular y fundó un grupo de investigación en sistemas dinámicos. 

## Biografía
Carlos Teobaldo Gutiérrez Vidalón nació en Ayacucho, Perú. Al terminar la secundaria, decidió convertirse en profesor de matemáticas e inició en 1961 sus estudios en la Universidad Nacional de Educación Enrique Guzmán y Valle en el  departamento de Lima culminando en 1964. Fue entonces cuando la "Escuela Regional de Matemáticos" le ofreció una beca de estudios para un programa de verano dirigido a profesores de secundaria. Allí, orientado por Roberto Velásquez, decidió convertirse en un profesional dedicado a la investigación en matemáticas. 
Regresó a Ayacucho para trabajar como profesor y, en 1969, obtuvo una beca de estudios OAS que le permitió viajar al Brasil para estudiar en el Instituto de Matemática Pura y Aplicada (IMPA). Fue ahí que adquirió su formación como matemático, obteniendo una maestría y un doctorado en esa ciencia. Este último lo obtuvo en 1974 bajo la orientación de Jorge Sotomayor Tello. Luego obtuvo una plaza en el IMPA, donde trabajó hasta 1999. Comenzó como profesor asistente y llegó a la posición más alta en aquel instituto que es la de profesor titular. Durante este periodo visitó varios centros matemáticos. Algunas de sus visitas más fructíferas se dieron en la Universidad de California en Berkeley y en el Instituto Tecnológico de California.
Estimulado por Maria Aparecida Soares Ruas, investigadora del ICMC-USP, Carlos Gutiérrez fue profesor titular del Instituto de Ciencias Matemáticas y de la Computación (ICMC), en la Universidad de São Paulo em São Carlos, donde sus contribuciones académicas se juntaron con las labores de fundación y organización de un nuevo grupo de investigación en esta institución. Orientó a siete alumnos de doctorado y veinte alumnos de maestría.
Gutiérrez era miembro de la Academia Brasileña de Ciencias y fue condecorado con la Orden Nacional del Mérito Científico en el 2002.
Luego de su muerte, el ICMC-USP sugirió la creación del Premio Gutierrez para homenajearlo. El ICMC-USP, en asociación con la Sociedad Brasileña de Matemática, creó el premio en el 2009.

## Obras selecionadas
- Camelier, Ricardo; Gutierrez, Carlos (1997). «Affine interval exchange transformations with wandering intervals». Ergodic Theory and Dynamical Systems (en inglés).
- Gutierrez, Carlos (1995). «A solution to the bidimensional global asymptotic stability conjecture». Annales de l'Institut Henri Poincaré. Analyse Non Linéaire (en inglés).
- Gutierrez, Carlos (1987). «A counter-example to a C^2 closing lemma». Ergodic Theory and Dynamical Systems (en inglés).